# Mahmud Hammud
Mahmud Ali Hammud (ur. w 1935 w Kfar Kila w Kada Mardż Ujun, zm. 8 maja 2018) – libański dyplomata i polityk, szyita. Ukończył prawo na Uniwersytecie Św. Józefa w Bejrucie oraz  psychologię i literaturę na Uniwersytecie Libańskim. W latach 60. rozpoczął pracę w służbie dyplomatycznej. Był ambasadorem Libanu w ZEA (1978–1983), RFN (1983–1985), ZSRR i Finlandii (1986–1990) oraz Wielkiej Brytanii (1990–1999). W 2000 został ministrem spraw zagranicznych i emigrantów w rządzie Rafika al-Haririego. W 2003 objął tekę ministra obrony. W 2004 ponownie powierzono jemu kierownictwo nad ministerstwem spraw zagranicznych (tym razem w rządzie Umara Karamiego).